# Fliegermagazin
Die Zeitschrift fliegermagazin ist eine monatlich erscheinende Fachzeitschrift für aktive Piloten von ein- und zweimotorigen Flugzeugen.

## Inhalt und Leser
Die Leserschaft besteht größtenteils aus aktiven Privatpiloten und Flugzeughaltern. Themen sind Avionik, Flugzeug- und Pilotenzubehör, Flugzeugtests (Pilot Reports), Brancheninterna und Luftfahrtpolitik, praktische Pilotentipps für Einsteiger und Fortgeschrittene in Navigation, Meteorologie, Flugfunk, Flugtechniken für Sicht- und Instrumenten-Flieger, Flugsicherheit.
Jüngsten Leserbefragungen zufolge besitzen 83 % der Leser eine Privatpilotenlizenz (PPL). 51 % davon fliegen bereits länger als zehn Jahre und absolvieren ca. 50 Flugstunden pro Jahr. 59 % sind Verbandsmitglied, 60 % Mitglied in einem Fliegerclub. 21 % sind Besitzer bzw. Mitbesitzer eines Flugzeugs.
Das Fliegermagazin ist verbandsunabhängig und enthält keine Beiträge zu Themengebieten wie z. B. Segelflug, Ballonfahren oder Airlines. Die Zeitschrift konzentriert sich auf die Belange der aktiven Motorflieger im deutschsprachigen Raum.

## Geschichte
Mitte der 1970er Jahre baute der Schweizer Medienkonzern Ringier sein Deutschlandgeschäft aus, gründete in München die Tochtergesellschaft Ringier Deutschland GmbH und erwarb unter anderem vom Münchner Luftfahrtverlag Walter Zuerl die beiden Titel Der Flieger und Drachenfliegermagazin. Der Konzern schickte zwei seiner erfahrenen Journalisten, die einen Pilotenschein hatten, von der Schweiz nach München in die Ortlerstraße: den Blick-Redakteur Peter Balsiger und den Fotografen und Drachenflieger Werner Pfändler. Balsiger sollte Der Flieger – das 1978 zum Fliegermagazin umgetitelt wurde –, Pfändler das Drachenfliegermagazin aufbauen.
2001 verkaufte Ringier das fliegermagazin und das Drachenfliegermagazin, das zwischenzeitlich den Titel Fly and glide erhalten hatte, an den Hamburger Top-Special-Verlag. Dieser ging 2000 mit dem Jahr Verlag zusammen und wurde zum Jahr Top Special Verlag mit Sitz in Hamburg.
| 1998  | 1999  | 2000  | 2001  | 2002  | 2003  | 2004  | 2005  | 2006  | 2007  | 2008  | 2009  | 2010  | 2011  | 2012  | 2013  | 2014  | 2015  | 2016  | 2017  | 2018  | 2019  | 2020  | 2021  | 2022  | 2023 | 2024 |
| ----- | ----- | ----- | ----- | ----- | ----- | ----- | ----- | ----- | ----- | ----- | ----- | ----- | ----- | ----- | ----- | ----- | ----- | ----- | ----- | ----- | ----- | ----- | ----- | ----- | ---- | ---- |
| 44056 | 42837 | 37242 | 36896 | 31613 | 25305 | 25216 | 23448 | 22269 | 21659 | 20152 | 20319 | 20127 | 18342 | 18918 | 17973 | 17464 | 15570 | 15802 | 16115 | 14594 | 15027 | 12976 | 13055 | 10635 | 9117 |      |

## Trivia
Zwei Fliegermagazin-Redakteure, die Luftfahrtjournalisten Helga Kleisny und Bernhard Pfendtner, waren die ersten, die nach Öffnung des DDR-Luftraums offiziell und legal nach Sichtflugregeln (VFR) die noch existierende innerdeutsche Grenze in Richtung Osten direkt überquerten. Der Flug mit einer Cessna C172 ging von München-Riem nach Gera und von dort weiter über Erfurt, Pirna und Magdeburg bis hoch nach Barth an der Ostsee. Da es keine ICAO-Karten der DDR gab, mussten die beiden Piloten Straßenkarten nutzen. Funkfeuer, Gleise, Tagebau-Flächen oder durch den Braunkohle-Abbau entstandene Seen waren nicht eingezeichnet, was klassische Koppelnavigation nach Kompass und Stoppuhr erforderte.

## Chefredakteure
- Peter Balsiger
- Peter Groschupf
- Jürgen Werner
- Jürgen Schelling
- Thomas Borchert (seit 2. Januar 2009)